# Grandview (Oregon)
Grandview az Amerikai Egyesült Államok északnyugati részén, Oregon állam Jefferson megyéjében elhelyezkedő önkormányzat nélküli település.